# 中尾祐治
中尾 祐治（なかお ゆうじ、1935年 - ）は、日本の英語学者。名古屋大学名誉教授。博士（学術）（名古屋大学、2006年）。
愛知県生まれ。名古屋大学文学部卒業。同大学院文学研究科修士課程修了。ブラウン大学大学院言語学科へフルブライト留学。岐阜大学助手、教養部講師、助教授、名古屋大学教養部助教授、言語文化部教授、1998年定年退官、名誉教授、東海女子大学教授、中部大学教授。2006年、論文「トマス・マロリーのアーサー王伝説 言語研究とテキスト研究」で博士号取得。
2014年11月瑞宝中綬章受章。

## 著書
- 『トマス・マロリーのアーサー王伝説 テキストと言語をめぐって』風媒社 中部大学ブックシリーズacta 2005
- Philological and Textual Studies of Sir Thomas Malory’s Arthuriad、英宝社、2008

### 共編著
- 『シェイクスピアの発音と文法』荒木一雄共著 荒竹出版 1980
- Theoretical and Descriptive Studies of the English Language、丹羽義信、菅野正彦共編 成美堂、1992
- 『助動詞do 起源・発達・機能』天野政千代共編 英潮社 1994